# عباس بن فرناس
ابوالقاسم عباس بن فِرناس بن وِرداس تاکُرِنی (۱۹۴–۲۷۴ ه‍.ق/۸۱۰–۸۸۶ م) دانشمند، فیلسوف، مخترع، فیزیک‌دان، شیمی‌دان و شاعر اسلامی اهل تاکُر اندلس می‌باشد. او مخترع اولین هواپیما و روش ساخت شیشهٔ امروزی است.
وی معاصر حَکَم بن هشام اموی و عبدالرحمن بن حکم و محمد بن عبدالرحمن اوسط بود. طرح‌های ابن فرناس توسط برادران رایت مورد استفاده قرار گرفتند.

## اهتمام به علوم
اهتمام وی بیشتر به ریاضیات، کیمیا، نجوم و فیزیک بود، و نامش در تاریخ به عنوان نخستین مخترع هواپیما ثبت گردیده‌است.

## تولد
وی در شهر روندا (رُنده) به دنیا آمد. مادرش از دانشجویان اعزامی غرب به اندلس بود که به دین اسلام درآمد و با یکی از رجال اندلس ازدواج کرد.

## مهارت و تخصص‌ها
ابن فرناس (منسوب به «تاکرین») به فراگیری پزشکی و داروسازی پرداخت و در علوم هیئت و ستاره‌شناسی، فیزیک و شیمی مهارت یافت. در موسیقی و ساخت ابزار آن متبحر، و رسم و هندسه معماری را به خوبی آموخته بود.
او در قُرطُبه (کوردوبا) در اندلس بزرگ شد و نفوذ زیادی در دربار بنی امیه داشت که از جملهٔ ایشان می‌توان به حکم بن هشام که بین سال‌های ۱۸۰–۲۰۶ هجری حکمرانی می‌نمود و عبدالرحمن بن الحکم ۲۰۶–۲۳۸ هجری و محمد بن عبدالرحمن ۲۳۸–۲۷۳ هجری اشاره داشت.

## خدمات و اختراعات
- قبهٔ آسمانی: وی مبادرت به ساخت قبهٔ رصد آسمانی نمود و آن را در خانهٔ خود قرار داد که اشکال ستارگان و خورشید و ماه و آسمان و ابرها و توابع آن از قبیل رعد و برق را نشان می‌داد.[۴] این دانش قطعاً در محاسبات پروازی وی، از جایگاه مهمی برخوردار بوده‌است.
- هواپیما: ابن فرناس اولین فردی است که توانست اندیشه پرواز انسان را عملی نماید و کار وی سال‌ها بعد سرلوحه افراد دیگری که در اندیشه پرواز بودند قرار گیرد.[۵]

کوشش وی برای تحقق پرواز انسان، تا حدود بیست سال ادامه داشت. آنگاه که موفق به پرواز گردید، حیرت و شگفتی اهالی قرطبه را برانگیخت. اهالی قرطبه با دیدن او در حال پرواز و در حالی که جسمش را با ابزاری آکنده از بال و پر پوشانیده بود، به وحشت افتادند. هر چند که در جریان یکی از پروازهای خود، در حالی که مسافتی در آسمان را پیموده بود، سقوط کرد و پشتش آسیب دید. پرواز موفق وی در سال ۸۵۰ میلادی با ابزاری دست‌ساز و کاملاً بر پایهٔ محاسبات هندسی بود. ضمن آن که وی در تحلیلی علمی، سقوط خود را به تعبیه نکردن دقیق «دُم» برای ابزار پروازش بازمی‌گرداند که نشان‌دهندهٔ توجه وی به محاسبات پرواز است.
وی علاوه بر پرواز، به نوآوری‌های دیگری نیز مبادرت نمود:
- خودنویس: وی وسیله‌ای استوانه‌ای ساخت که با مرکب روان برای نوشتن پر می‌شد که قرن‌ها جلوتر از «سیتلوی» فرانسوی است.[۶][۷]
- ذات الحلق: ابزاری نجومی[۸] که برای رصد کردن سیارات و نجوم و برای تبیین موقعیت‌های ماه از خورشید یا دائرةالبروج به کار می‌رود.
- میقاته: وسیله‌ای برای اندازه‌گیری زمان که به امیر محمد بن عبدالرحمن اموی تقدیم داشت که این ابیات بر آن نقش بسته بود:

هر آینه من برای دین شما بهترین وسیله‌ام. در آن حال که زمان نماز را ندانید در آن زمانی که خورشید در روز و ستارگان در تاریکی شب دیده نشوند، به برکت امیر مسلمانان محمد زمان هر نمازی را آشکار می‌سازم.
این وسیله به قیاس و حساب درجهٔ سایه (ظل) و زوایای آن استوار است که ساعت و دقیقه و ثانیه را نشان می‌دهد و «زیگرید هونکه» می‌نویسد که: «آن الهام‌بخش آیندگان در ساخت ساعت‌های آبی و جیوه‌ای یا ساعت‌های آفتابی دقیق بود.»
- او در موسیقی هم فردی مطلع بود؛ و در مرحلهٔ بعد از زریاب قرار دارد و برتری بزرگی در داخل کردن موسیقی شرقی به اسپانیا و تعمیم آن به او نسبت داده می‌شود. موسیقی نظری و تطبیقی که زریاب و ابن فرناس داخل کردند، تنها فارسی و عربی بود و با گذشت سالیان، اصول موسیقی یونانی و فیثاغورسی، زمانی که کتاب‌های یونانیِ مربوط به این موضوع به عربی ترجمه شد، جای آن را گرفت.
- او اولین کسی است که در اندلس شیشه را از سنگ استخراج کرد.[۴]

## ورود خانوادهٔ وی به اندلس
فیلیپ پادشاه باواریا فرستاده‌ای به نزد امیر هشام اول پسر عبدالرحمن الداخل (۱۷۲–۱۸۰ هـ / ۷۸۸ –۷۹۶ م) با نامه‌ای ارسال نمود که در آن درخواست اجازهٔ ورود هیئتی به اندلس به منظور آگاهی از احوال، طرح‌ها، آیین‌ها و فرهنگ اندلسی و استفاده از آن شده بود.
این درخواست مورد موافقت امیر اندلس قرار گرفت. در این هنگام شاه فیلیپ گروهی را به ریاست وزیر اولش به نام «ویلمبین» که عرب‌ها او را به نام «ولیم الامین» می‌خواندند به آنجا فرستاد. این گروه اعزامی مشتمل بر ۲۱۵ دانشجوی مرد و زن بود که به فراگیری علوم مختلف در اندلس پرداختند.
از بین ایشان هشت تن به دین اسلام درآمده و دیگر بازنگشتند؛ که از میان ایشان سه تن از دخترانی بودند که با مشاهیر رجال اندلس در آن زمان ازدواج نمودند و فرزندان فرزانه‌ای از آن‌ها پدید آمد که از زمرهٔ آن‌ها عباس بن فرناس است. برخی دیگر دخترانی بودند که از گروه‌های اعزامی از فرانسه، هلند، ایتالیا، آلمان و بلژیک به اندلس آمدند و با پذیرش دین اسلام با مسلمانان ازدواج نمودند.
مانند شاهزاده ماری گوبیه از بلژیک، روبیکا سنارت از آلمان، راهبه ژانت سمپسون از انگلستان و شوتا دختر کونت سر ژاک از هلند.

## داستان پرواز

نقاشی پرواز عباس بن فرناس

نخستین پرواز در سال ۲۳۸هـ. ق انجام گرفت. عباس در شنل گشادی که با بست‌های چوبی سخت و سفت شده و شکل بال به خود گرفته بود، از مناره مسجد بزرگ قرطبه پایین پرید. این شنل در حکم بال‌های او بود و باعث می‌شد که در هوا سُر بخورد؛ مانند کسی که با چتر در هوا حرکت می‌کند یا کایت سوار است.
تلاش عباس ناموفق بود اما سقوطش آن قدر آرام و آهسته اتفاق افتاد که در نتیجه آن او به‌طور جزئی صدمه دید. این اقدام عباس بن فرناس دست کم یکی از نمونه‌های اولیهٔ پریدن با چتر نیز به‌شمار آمده‌است. منابع غربی او را به اشتباه به جای عباس ابن فرناس «آرمن فیرمن» نامیده‌اند.
در بسیاری آثار متعلق به سده‌های میانه آمده که ماشین پرندهٔ ابن فرناس ماشینی با بال‌های بزرگ بوده‌است. در حدود ۱۲۰۰ سال پیش، او که حدوداً هفتاد ساله بود با ماشین پرنده‌اش، که از ابریشم و پر عقاب ساخته شده بود، پرواز کرد.

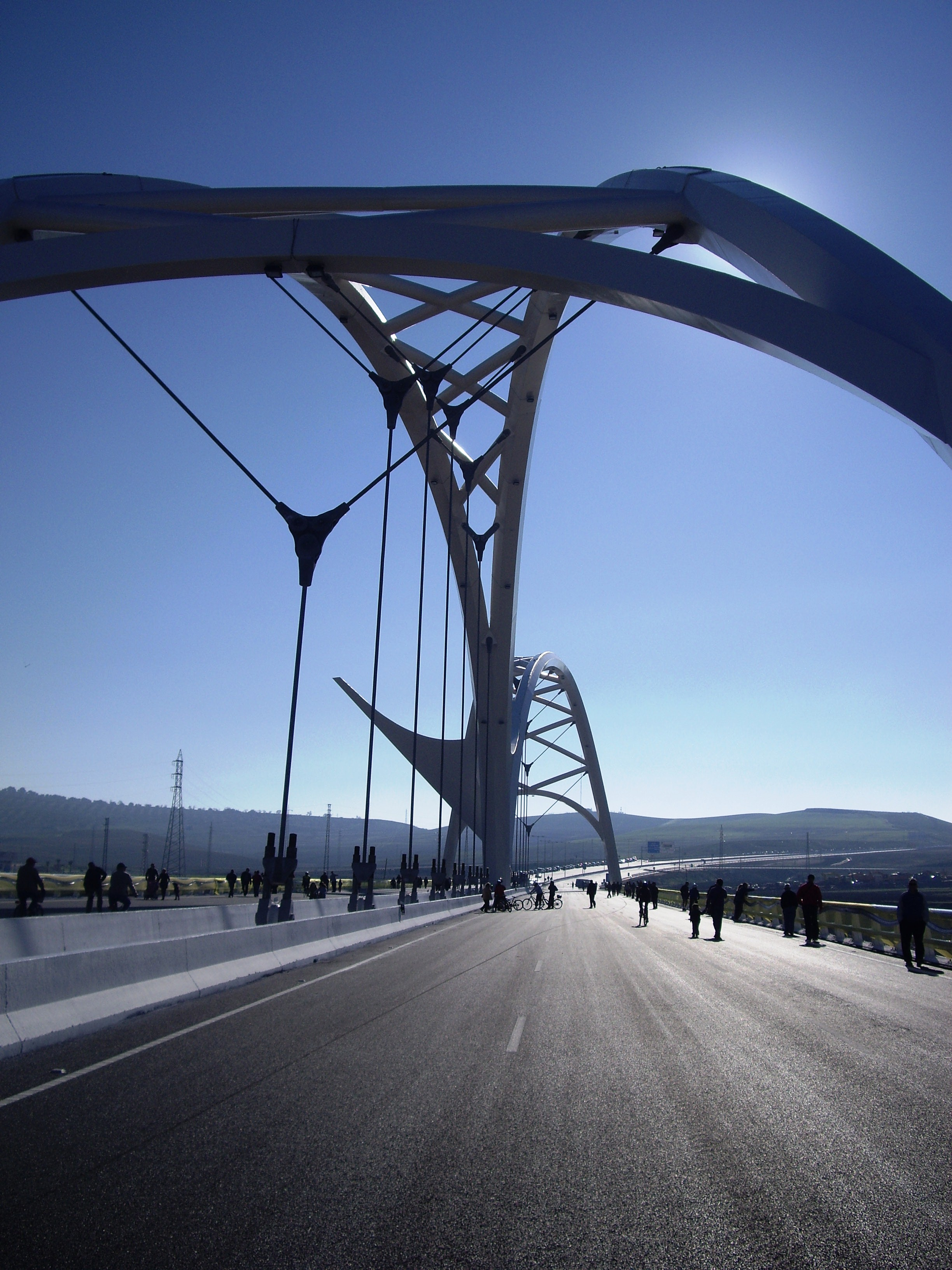
پل عباس بن فرناس در قرطبه

ابن فرناس در منطقه‌ای در اطراف قرطبه در اسپانیا از تپه‌ای نزدیک کوهستانی به نام «جبل العروس» (کوه عروس) بالا رفت. در این زمان پس از آنکه ابن فرناس آخرین دستکاری‌ها و اصلاحات را روی ماشین پرنده‌اش انجام داد، جمعیت بزرگی از مردم گرد آمدند تا شاهد پرواز او باشند.
ابن فرناس در حالی که لباسی شبیه پر و بال پرندگان به تن داشت در مقابل جمعیت ظاهر شد. لباس او از جنس ابریشم بود و با پرهای عقاب پوشیده شده بود. ابن فرناس این پرها را با رشته‌های محکم ابریشم به لباس ابریشمین خود محکم کرده بود. او در مقابل مردم ایستاد و در حالی که به تکه کاغذی که در دست داشت نگاه می‌کرد توضیح داد که چگونه برای پرواز با بال‌هایی که روی دستانش قرار می‌گرفت، برنامه ریخته‌است: «اکنون که از شما خداحافظی می‌کنم با هدایت این بال‌ها به سمت بالا و پایین، من می‌توانم همچون پرندگان در آسمان بالا روم. اگر همه چیز خوب پیش برود، پس از مدتی بالا رفتن در هوا می‌توانم در نهایت امنیت به سوی شما بازگردم».
او تا ارتفاع درخور توجهی بالا رفت و در حدود ده دقیقه هم در اوج ماند اما پس از آن، به زمین سقوط کرد و بالها و یکی از مهره‌هایش شکست.
پس از این حادثه، ابن فرناس به اهمیت نقش دُم در پرواز پی برد. او می‌دید که پرندگان هنگام فرود آمدن روی ریشه دمشان فرود می‌آیند و انجام دادن این کار برای ابن فرناس امکان‌پذیر نبود، چون او دم نداشت.
همه هواپیماهای امروزی نیز نخست روی چرخ‌های عقبشان فرود می‌آیند و این نشان می‌دهد که نظر ابن فرناس در این زمینه درست بوده‌است.
یکی از شاهدان عینی واقعهٔ پرواز ابن فرناس در گزارشی می‌نویسد: «او تا مسافت درخور توجهی مانند پرندگان پرواز کرد اما بی‌آنکه بخواهد در محلی که پروازش را از آنجا آغاز کرده بود، فرود آمد و پشتش به شدت صدمه دید. او نمی‌دانست که پرندگان روی دم‌هایشان فرود می‌آیند و برای همین، فراموش کرده بود برای خودش دمی تهیه کند!»
قرن‌ها پیش از آنکه لئوناردو داوینچی طرح‌ها و نقاشی‌هایش در زمینهٔ پرواز را ترسیم کند و نخستین پرواز برادران رایت تحقق پذیرد، عباس بن فرناس به تجربیاتی از این قبل دست زده بود.
«راجر بیکن در یک کتاب دست‌نویس به ماشین پرندهٔ ابن فرناس اشاره کرده‌است. بیکن در سال ۱۲۶۰ میلادی در اثر خود «توانایی‌های شگفت‌انگیز هنر و طبیعت»(به انگلیسی: On the Marvelious Power of Art and Nature) گفته‌است: برای پریدن وسیله‌ای وجود دارد که من نه خودم آن را دیده‌ام و نه کسی را می‌شناسم که این وسیله را دیده باشد اما نام مردی آگاه و تحصیل کرده را می‌دانم که چنین وسیله‌ای را ساخته‌است.» گفته شده که بیکن در قرطبه، زاده و سرزمین پدری ابن فرناس، تحصیل می‌کرده و احتمالاً توضیحات دربارهٔ سازوکار پرواز پرندگان و تشابه آن با ماشین پرندهٔ ابن فرناس را از نوشته‌های معاصران مسلمان خود در اسپانیا اقتباس کرده‌است. آثار یادشده بدون هیچ نشانه‌ای ناپدید شده‌اند.

## درگذشت
ابن فرناس در سال ۲۷۴ هجری/۸۸۷ میلادی پس از حدود ۸۰ سال زندگی در قرطبه درگذشت و هیچ‌یک از آثارش برای استفاده آیندگان به جا نماند. زندگی‌نامه او بر اساس گفته‌های دیگران و اطلاعاتی که از معاصرانش به دست آمده، بازسازی شده‌است.

## بزرگداشت

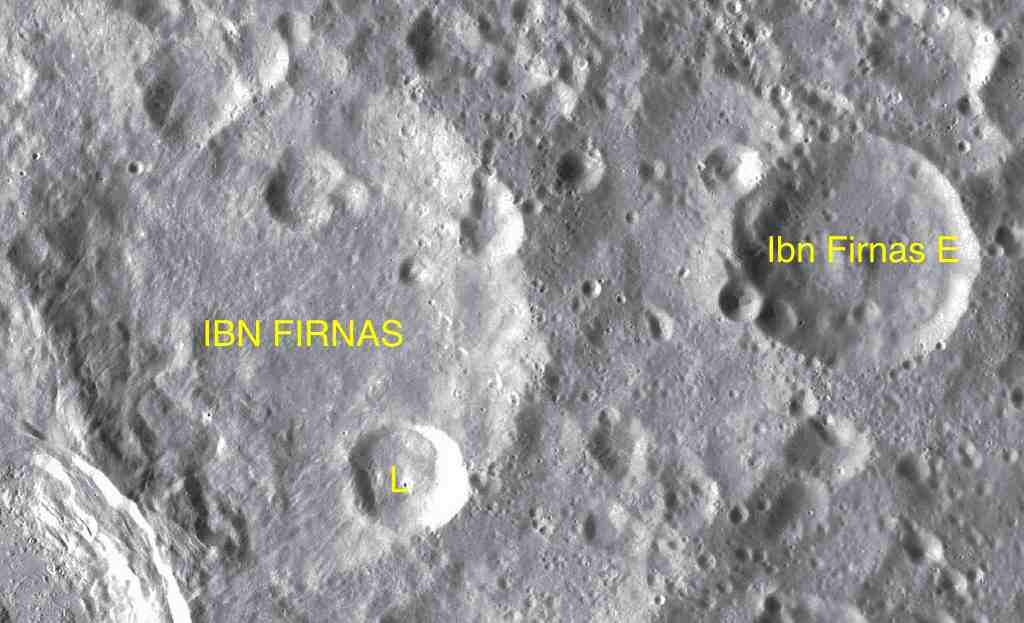
دهانه ابن فیرنس در ماه

نامگذاری یکی از دهانه‌های ماه به نام وی باعنوان ابن فرناس (دهانه)، و همچنین قرار دادن مجسمه‌ای از ابن فرناس در جلوی فرودگاه بغداد که بر آن نوشته شده‌است "اولین خلبان عربی در اندلس زاده شد."(به عربی: "أول طيار عربي ولد في الأندلس")، و نامگذاری هتل فرودگاه طرابلس به نام وی و همچنین نامگذاری فرودگاه شمال بغداد به اسم او؛ و در ۱۴ ژانویهٔ ۲۰۱۱ پل عباس بن فرناس بر روی رودخانهٔ گوادلکیویر در قرطبه افتتاح گردید که از ابتدا تا انتهای پل مجسمه‌هایی از ابن فرناس به درخواست مهندس خوزه لویس مانثاناریز خابون قرار گرفت؛ و همچنین در روندا مرکزی نجومی با نام وی افتتاح گریده است.